# Patrick Anton
Patrick Anton (* 15. Februar 1954) ist ein ehemaliger französischer Fußballschiedsrichter.

## Sportlicher Werdegang
Anton rückte 1990 in den Schiedsrichterkreis der Division 1 auf und pfiff bis 1999 Meisterschaftsspiele in der höchsten französischen Spielklasse. Insgesamt kam er als regelmäßig eingesetzter Spielleiter zu 117 Erstligapartien, daneben leitete er auch Spiele in der Coupe de France oder der Coupe de la Ligue. Nachdem er beim Ligaspiel zwischen Olympique Marseille und dem FC Metz in der Spielzeit 1993/94, das mit einem 3:0-Auswärtssieg der Lothringer endete, Torhüter Fabien Barthez und Abwehrspieler Basile Boli von OM des Feldes verwiesen hatte, erhielt er Morddrohungen.
Nach dem Ende der aktiven Karriere trat Anton als hauptberuflicher Anwalt auch im Fußballbereich in Erscheinung, als er beispielsweise die Assistentin Nelly Viennot nach einem Böllerwurf im Dezember 2000 bei einem Spiel zwischen Racing Straßburg und dem FC Metz oder Alexandre Castro nach einer Auseinandersetzung im Mai 2013 mit Leonardo - der seinerzeitigen Sportdirektor von Paris Saint-Germain wurde hierfür für 13 Monate gesperrt - vertrat.